# Walter Schmidt (lekkoatleta)
Walter Schmidt (ur. 7 sierpnia 1948 w Lahr) – zachodnioniemiecki lekkoatleta, specjalizujący się w rzucie młotem. Był jednym z czołowych sportowców w swojej dyscyplinie w latach 70., ustanawiając dwa rekordy świata. Zajął piąte miejsce na Letnich Igrzyskach Olimpijskich 1976 w Montrealu.